# Melaleuca pancheri
Espèce
Classification phylogénétique
Melaleuca pancheri, aussi appelé Niaouli de montagne, est une espèce de plantes à fleurs de la famille des Myrtaceae. C'est une plante arbustive endémique et ne se trouve qu'en Nouvelle-Calédonie.

## Description

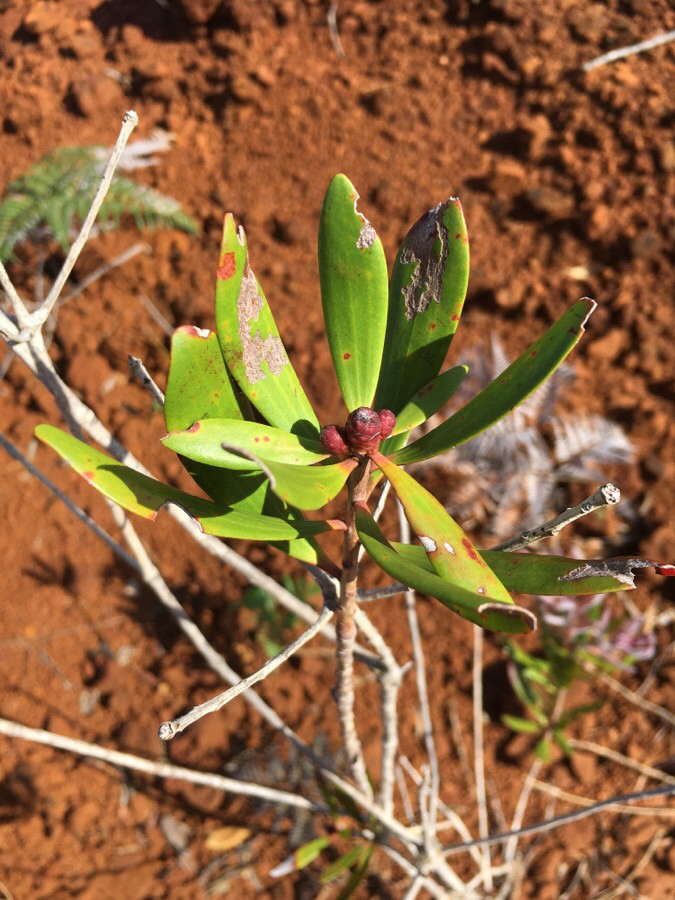
Jeune individu, portant des bourgeons foliaires rougeâtres.

### Aspect général
Cette espèce se présente comme un arbuste ou un petit arbre à silhouette arrondie et densément ramifiée, mesurant de 1 à 10 mètres de hauteur.
Les jeunes feuilles sont recouvertes d'une pilosité dense et laineuse,.
Son écorce ressemble à celle du niaouli.

### Feuilles
Les feuilles sont courtement pétiolées, coriaces, oblancéolées, arrondies au sommet et atténuées à la base. Elles présentent 7 à 10 nervures parallèles.

### Fleurs
Les fleurs sont groupées en pompons jaune vif au sommet des rameaux. Elles présentent des étamines longues et nombreuses, en général jaunes, parfois rouges,.

### Fruits
Les fruits sont des capsules pubescentes, qui émergent à peine du calice.

## Répartition
On rencontre cette espèce au Sud de la Grande Terre, dans la forêt humide et le maquis minier, à des altitudes allant de 100 à 700 mètres,. L'espèce, héliophile, préfère les expositions en plein soleil.

## Synonymes
- Callistemon pancheri Brongn. & Gris.
- Callistemon suberosus var macrophyllum Guillaumin[2]